# Kinyamigogo
Kinyamigogo är ett vattendrag i Burundi.   Det ligger i provinsen Bubanza, i den nordvästra delen av landet, 30 kilometer norr om huvudstaden Bujumbura.
Omgivningarna runt Kinyamigogo är en mosaik av jordbruksmark och naturlig växtlighet. Runt Kinyamigogo är det tätbefolkat, med 411 invånare per kvadratkilometer.